# Stedenbouwkunde

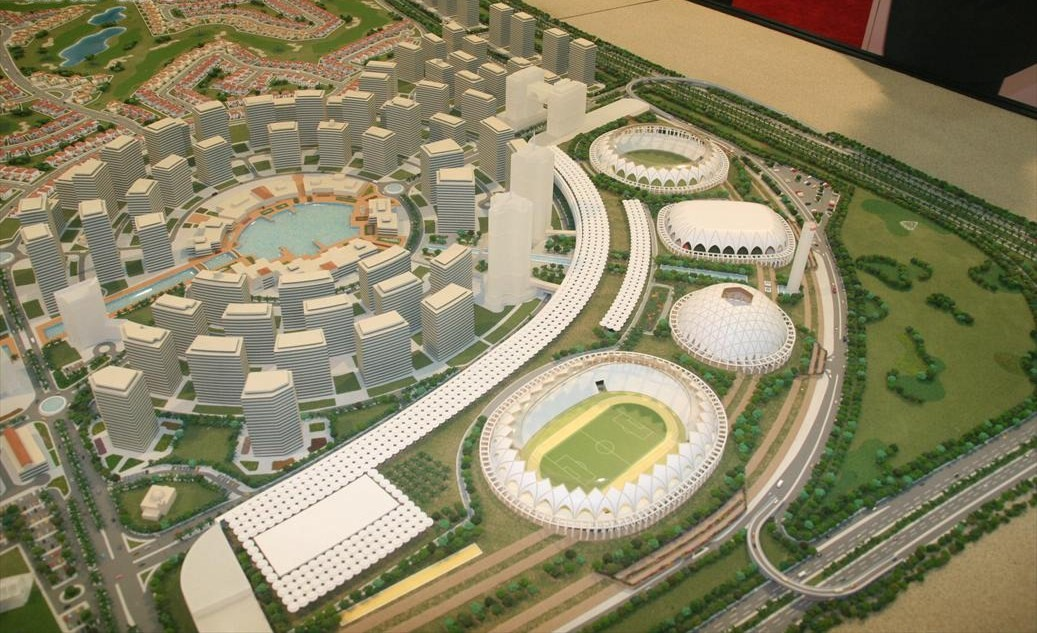
Voordat er gebouwd wordt, wordt er vaak eerst een gedetailleerd ontwerp gemaakt van het plangebied. Hier een model van een nieuw te bouwen stadsdeel in Dubai.

Stedenbouwkunde, stedebouwkunde of urbanisme is een vakgebied binnen de bouwkunde dat onderzoek doet naar wenselijke en mogelijke ontwikkelingen voor bestaande en nieuw in te richten gebouwde gebieden, inclusief de openbare ruimte. In het onderzoek en ontwerp is aandacht voor de ecologische, economische, culturele, sociale, geografische, en bestuurlijk-politieke invloed op de ruimte. In grotere zin omvat urbanisme ook de studie van de interactie tussen stad en het omliggende landschap.
In de stedenbouwkunde wordt uitgebreid aandacht besteed aan de technische en ruimtelijke mogelijkheden van het grondgebied enerzijds, en aan de veranderende maatschappelijke wensen voor het grondgebruik anderzijds. Een voorbeeld van dat laatste is de 15-minutenstad, die de bereikbaarheid van faciliteiten binnen 15 minuten fiets- of loopafstand voor stedelingen prioriseert.  
De stedenbouwkundige is in staat door middel van onderzoek of ontwerp de mogelijkheden en eisen met elkaar in verband te brengen. In de stedenbouwkunde wordt gebruikgemaakt van onder meer rapporten en haalbaarheidsstudies, technische middelen en schetsvoorstellen. De stedenbouwkundige is daarmee iemand die werkt op het grensvlak van planologie en architectuur. In toenemende mate wordt de computer ingezet als instrument voor onderzoek en visualisering van het ontwerp, bijvoorbeeld door middel van CAD.
Stedenbouwkundige plannen en voorschriften zijn raadpleegbaar door de burgers. Zij bevatten vaak richtinggevende en bindende bepalingen met toelichting en kaarten voor (op)nieuw in te richten gebieden. Bijzondere aandacht wordt daarbij gevestigd op eventuele onteigeningen. De stedenbouwkundige plannen en voorschriften bepalen waar welke bouwvormen toegelaten zijn en of er voor die bouwvormen door de overheid een vergunning kan worden verleend.
Onder meer de inrichting van groenvoorziening en landschap, recreatiegebieden, woongebieden, industriegebieden, parkgebieden en landbouwgebieden maken deel uit van het stedenbouwkundige discipline. De vakgebieden van de verkeerskunde en de landschapsarchitectuur hebben ook raakvlakken met de stedenbouwkunde. De voorstellen worden in conceptvorm gepresenteerd en men heeft veelvuldig overleg met betrokken werkgroepen, opdrachtgevers, waaronder gemeenten, particuliere instellingen en andere belanghebbenden.
Stedenbouwkunde vormt samen met planologie en landschapsarchitectuur het vakgebied van de ruimtelijke ordening, ofwel de wetenschap die zich bezighoudt met het optimaal benutten van de (openbare) ruimte, zodat alle gewenste en noodzakelijke functies daarin haar plaats krijgen. In de praktijk bestaat er vaak verwarring omtrent deze drie begrippen, en worden dan ook vaak door elkaar gebruikt.

## België
In Vlaanderen wordt de ruimtelijke visie van de overheid vastgelegd in een ruimtelijk structuurplan. Die structuurplannen kunnen bestaan op verschillende niveaus, met name op niveau van een gemeente, de provincie of het Vlaams Gewest. In latere fasen worden de plannen binnen wettelijke kaders de Codex Ruimtelijke Ordening (Vlaanderen) ter visie gelegd in de vorm van een ruimtelijk uitvoeringsplan (Vlaanderen).
Om het beroep te mogen uitoefenen moeten stedenbouwkundigen in Vlaanderen opgenomen zijn in het register van ruimtelijke planners. Wanneer men de graad van master in de stedenbouw en de ruimtelijke planning behaald heeft, kan men zich in dit register inschrijven.
De Vlaamse Vereniging voor Ruimte en Planning (VRP) is een Vlaamse beroepsvereniging voor stedenbouwkundigen.

## Nederland

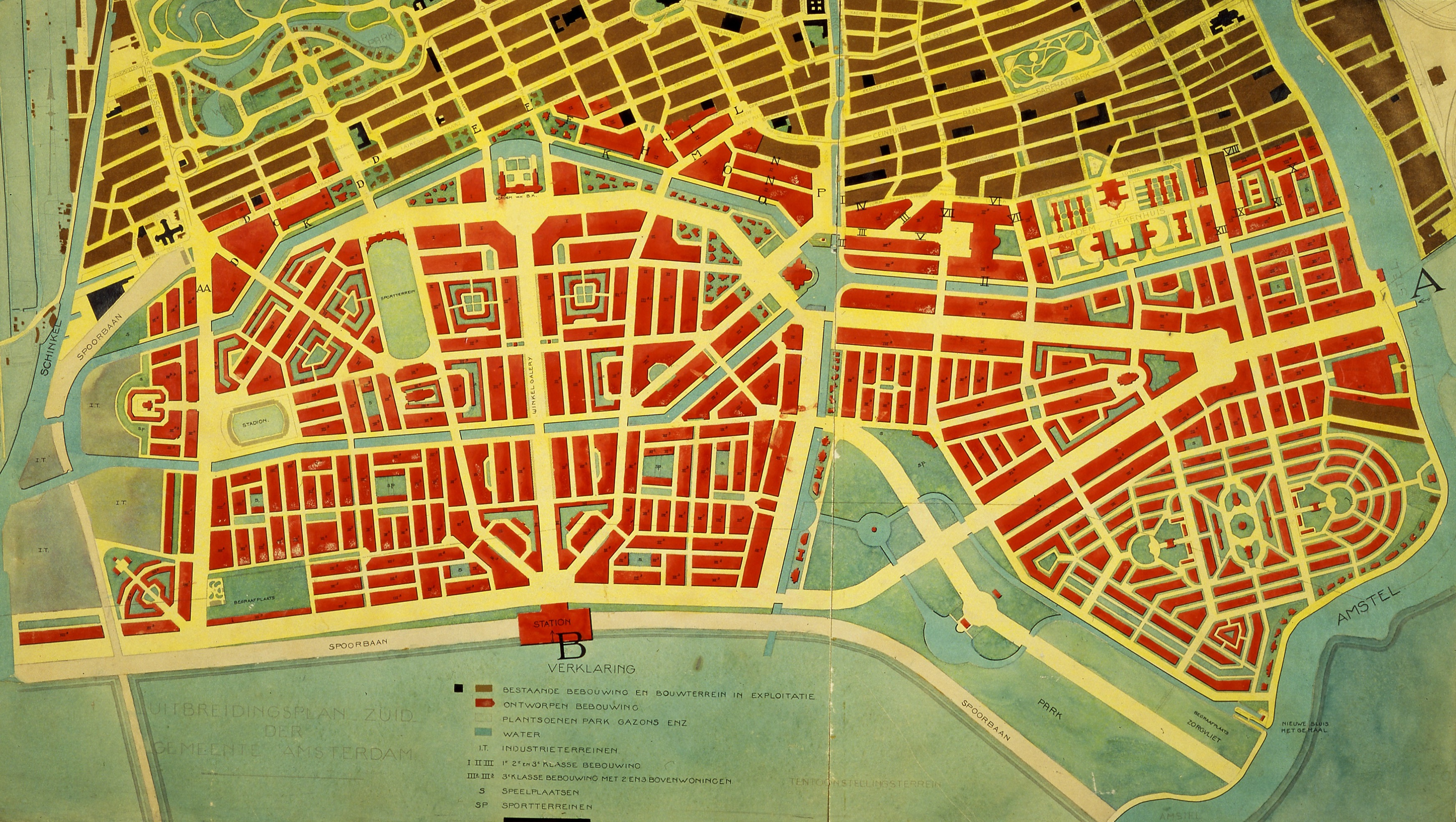
Plan Zuid van Berlage

Het stedenbouwkundige discipline is in Nederland sterk gejuridiseerd. In latere fasen worden plannen binnen de kaders van de Wet ruimtelijke ordening (Wro) en Woningwet ter visie gelegd in de vorm van een bestemmingsplan.
In Nederland is stedenbouwkundige een beschermde benaming in het kader van de Wet op de architectentitel (WAT). De erkende stedenbouwkundigen zijn als zodanig ingeschreven in het Architectenregister. Personen die het werk van een stedenbouwkundige uitvoeren zonder te zijn ingeschreven worden veelal (stedenbouwkundig) ontwerper genoemd.
Een opleiding volgen tot stedenbouwkundige kan bij:
- De technische universiteiten van Delft en Eindhoven
- De academies in Tilburg, Rotterdam en Amsterdam die een masteropleiding stedenbouw aanbieden

Studenten die afstuderen aan een technische universiteit dienen een tweejarige beroepservaringperiode te doorlopen voor zij worden ingeschreven in het Architectenregister. Voor studenten van de academies geldt dit niet.
Leden van de Beroepsvereniging van Nederlandse Stedebouwkundigen en Planologen (BNSP) zijn betrokken bij de ruimtelijke inrichting van het land, zowel in stedelijk als in landelijk gebied.
Enkele bekende Nederlandse stedenbouwkundigen zijn:
- Riek Bakker
- Hendrik Petrus Berlage
- Ashok Bhalotra
- Hubert de Boer
- Willem Dudok
- Cornelis van Eesteren
- Adriaan Geuze
- Teun Koolhaas
- Marinus Jan Granpré Molière
- Winy Maas
- Arie-Hendrik Rooimans
- Lotte Stam-Beese
- Willem van Tijen
- Cornelis van Traa
- Willem Wissing
- Willem Gerrit Witteveen